# Ahmed Boutalbi
Ahmed Boutalbi, né le 28 février 1902 à Beni Chebana et décédé le 15 avril 1992 à Paris 12e, est un homme politique français.